# Amphiprion clarkii

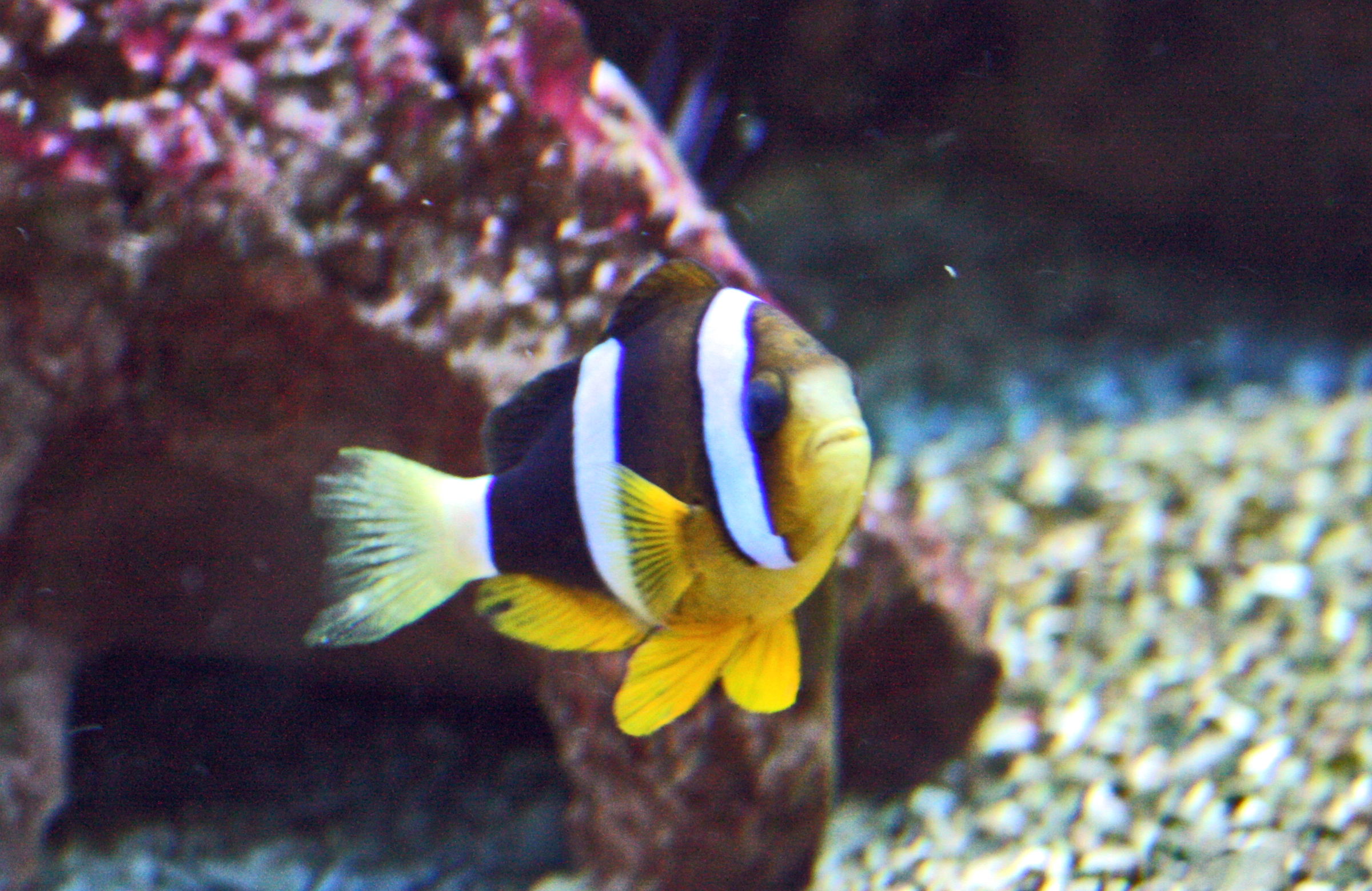
Amphiprion clarkii

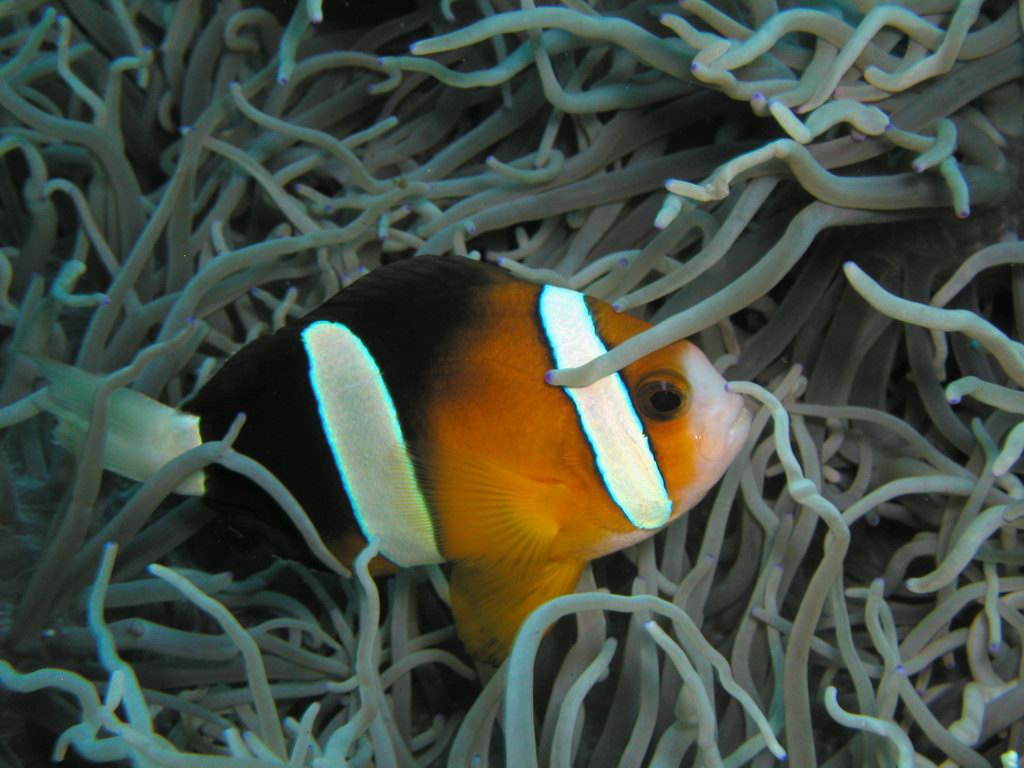
Vista lateral

Amphiprion clarkii és una espècie de peix de la família dels pomacèntrids i de l'ordre dels perciformes.

## Morfologia
- Els mascles poden assolir 15 cm de llargària total.
- Té dues bandes blanques: una es troba darrere de l'ull i l'altra dalt de l'anus.
- Aleta caudal de color blanc, de vegades groguenca, però sempre més esvaïda que la resta del cos.[3][4]

## Reproducció
És ovípar i monògam.

## Alimentació
És omnívor.

## Hàbitat
Viu en zones de clima tropical (30°N-30°S, 47°E-172°W), associat als esculls de corall, a 1-60 m de fondària i en simbiosi amb les anemones Cryptodendrum adhaesivum, Entacmaea quadricolor, Heteractis aurora, Heteractis crispa, Heteractis magnifica, Heteractis malu, Macrodactyla doreensis, Stichodactyla gigantea, Stichodactyla haddoni i Stichodactyla mertensii.

## Distribució geogràfica
Es troba des del Golf Pèrsic fins a Austràlia Occidental. També és present a Melanèsia, Micronèsia, Taiwan, el sud del Japó i les Illes Ryukyu.

## Longevitat
Viu fins als onze anys.

## Observacions
Pot ésser criat en captivitat.